# Lambchops
Pour plus de détails, voir Fiche technique et Distribution.
Lambchops est un court-métrage américain réalisé par Murray Roth, sorti en 1929. Le film fait partie du fonds de la National Film Registry.

## Synopsis
Deux personnages, George et Gravie, entrent dans une salle de réception. Ils semblent chercher un public. Quand George remarque la présence de la caméra, tous deux s'engagent dans une conversation.

## Fiche technique
- Titre : Lambchops
- Réalisation : Murray Roth (non crédité)
- Pays d'origine : États-Unis
- Format : Noir et blanc
- Durée : 8 minutes
- Date de sortie : 1929

## Distribution
- George Burns
- Gracie Allen